# Равновесная цена

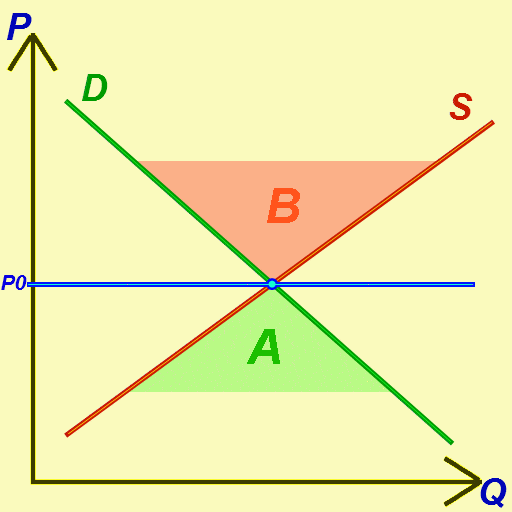
Равновесная цена

Равнове́сная цена (англ. equilibrium price) — это цена, при которой объём спроса равен объёму предложения, и этот объём, соответственно, является равновесным.

## Определение
По К.Р. Макконнеллу и С.Л. Брю равновесная цена — цена на конкурентном рынке, при которой величина спроса и величина предложения равны, то есть цена, при которой нет дефицита или избытка товаров и услуг, а значит на рынке нет тенденций роста или снижения.
Ни продавцы, ни покупатели не имеют побуждающих мотивов к изменению ситуации на рынке в случае установления равновесия, то есть имеет место баланс. В случае формирования любой другой цены, отличной от равновесной, продавцы и покупатели получают эффективный стимул к трансформации положения на рынке.

## Подходы к описанию формированияравновесияи равновесной цены

### Равновесие поМаршаллу
Равновесная цена складывается по следующим причинам:
- влияния превышения цены спроса над ценой предложения (когда объём предложения находится ниже уровня равновесия) — реакция продавцов заключается в повышении объёма предложения
- влияния превышения цены предложения над ценой спроса (когда объём предложения находится выше уровня равновесия) — реакция продавцов выражается в снижении объёма предложения

Цена спроса совпадает с ценой предложения в случае равновесного объёма спроса и предложения.

### Равновесие по Вальрасу
Равновесная цена складывается по причинам:
- влияния превышения объёма предложения над объёмом спроса (когда рыночная цена превышает равновесную) — происходит давление избытка предложения на цену (посредством конкуренции продавцов), рыночная цена снижается
- влияния превышения объёма спроса над объёмом предложения (когда рыночная цена ниже, чем равновесная) — происходит давление избытка спроса на цену (посредством конкуренции покупателей), рыночная цена повышается.